# Jan Peroś
Jan Peroś (ur. 1867, zm. 2 kwietnia 1932 w Krakowie) – polski architekt. Projektował w stylu XIX-wiecznego eklektyzmu, nie ulegał wpływom secesji.

## Życiorys
Ukończył architekturę na Politechnice Lwowskiej. Po studiach pracował przez kilka lat we Lwowie. W latach 1894–1900 pracował na stanowisku głównego architekta Nowego Sącza, uczestnicząc w odbudowie miasta po pożarze 1894 roku. 
Od 1900 zamieszkał w Krakowie, gdzie został miejskim radnym i prezesem krakowskiej Izby Handlowej. Był członkiem jury konkursów na projekt regulacji Krakowa, fasad Muzeum Narodowego na Wawelu. 
Został pochowany na Cmentarzu Łyczakowskim we Lwowie, w grobowcu rodzinnym, razem z matką Ludwiką Peroś, z domu Hornykiewicz.

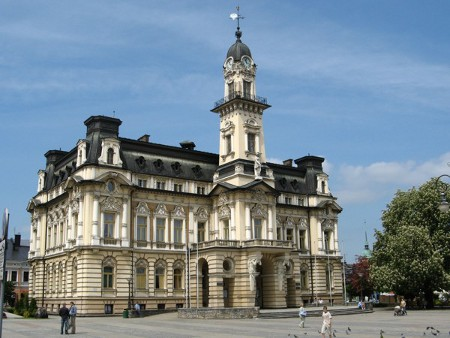
Ratusz w Nowym Sączu

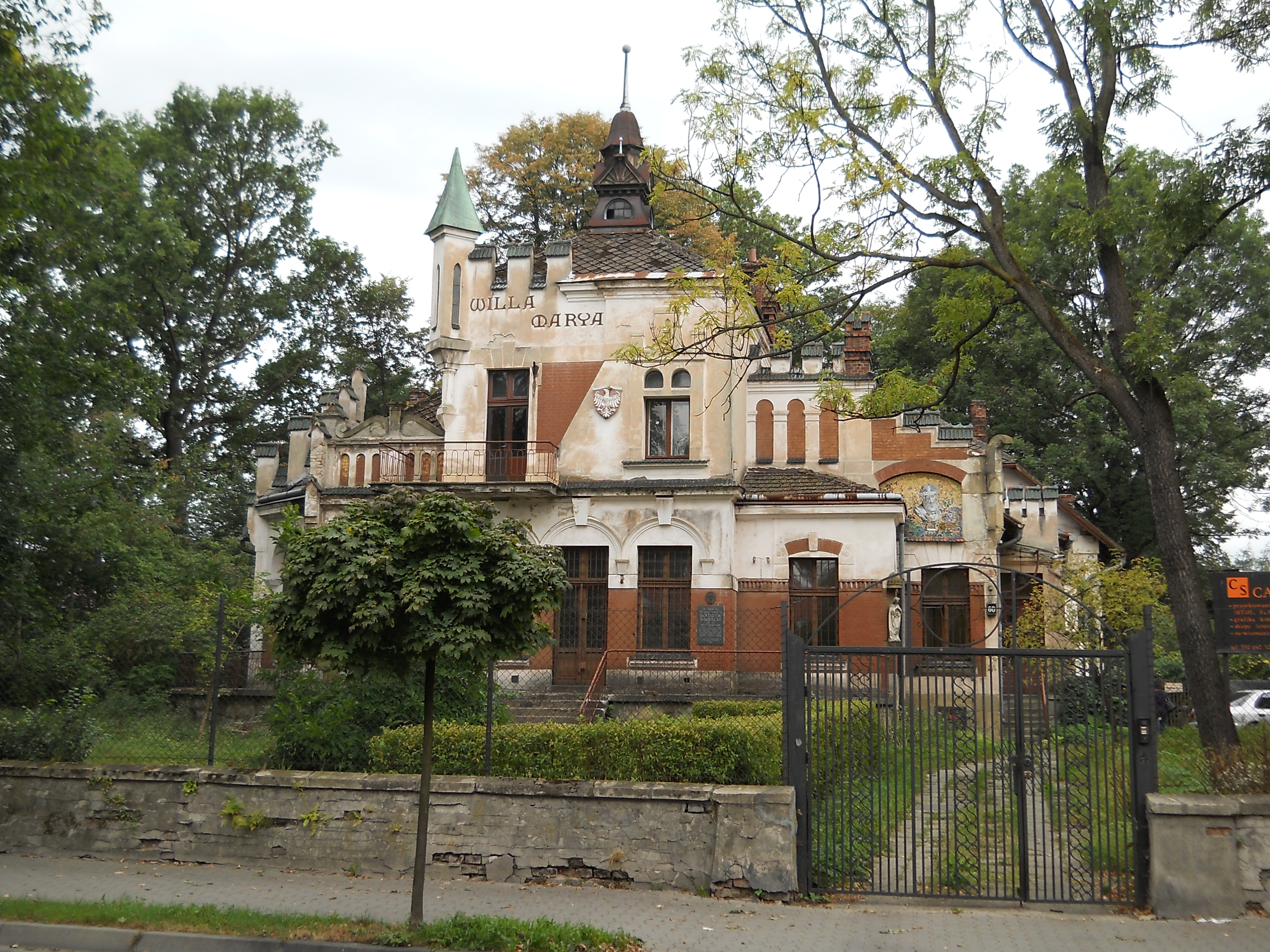
Willa Maria w Nowym Sączy przy ulicy Jagiellońskiej 60

## Projekty dla Nowego Sącza
- Ratusz – wystrój rzeźbiarski wykonał Stanisław Wójcik[4]
- Budynek przy Rynku 25
- Budynek przy ulicy Jagiellońskiej 22
- Budynek Starostwa przy ulicy Jagiellońskiej 33/35
- Budynki przy ulicy Konarskiego 3 i 5
- Budynek szkoły nr 2 przy ulicy Długosza 2. Popiersie na fasadzie wykonał Stanisław Wójcik[4]
- Willa „Sofia” przy ul. Matejki 57
- Willa Jerzego Janosza przy ul. Długosza 57
- Willa „Maria” przy ul. Jagiellońskiej 60 z lat 1905-1908

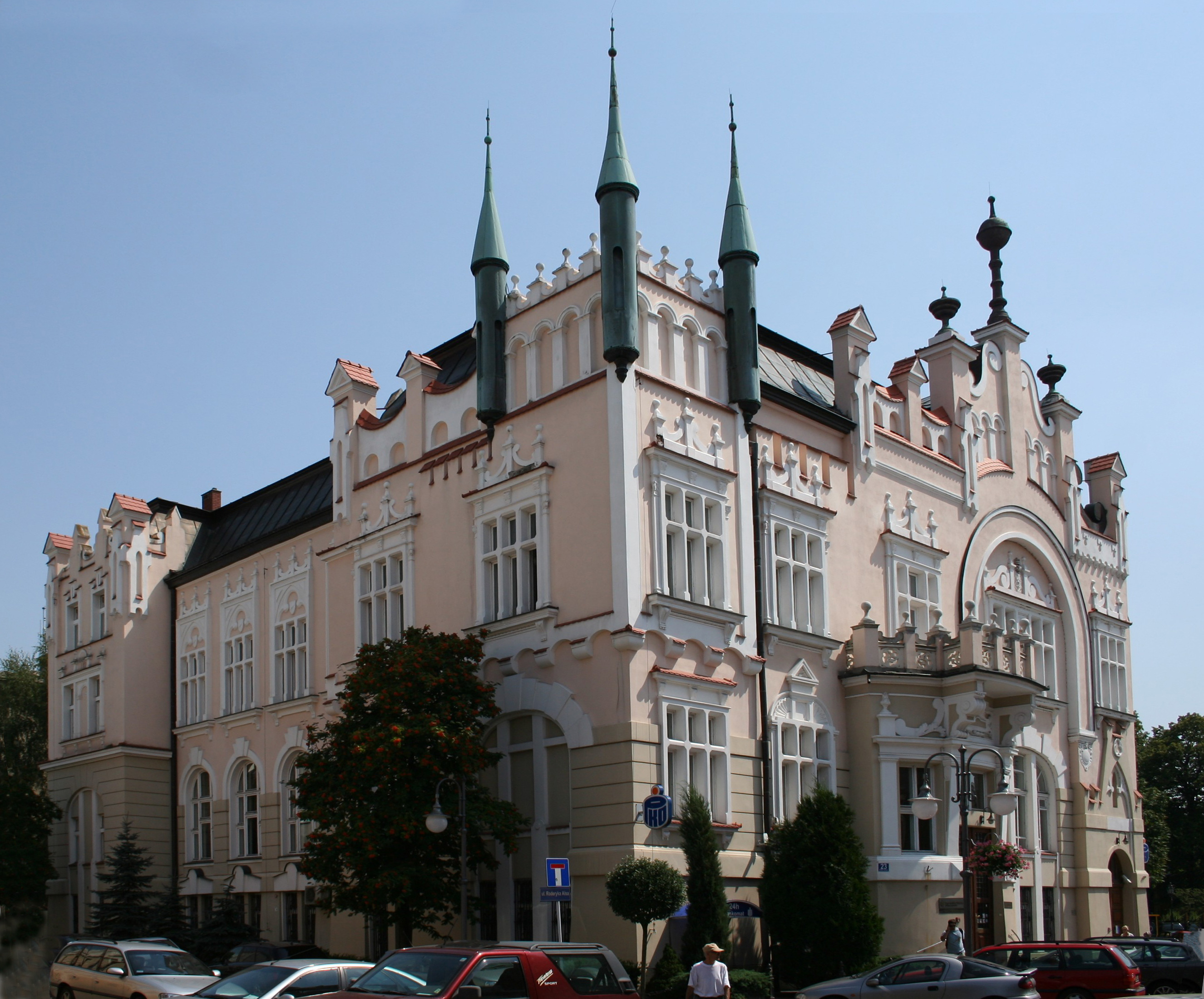
Kasa Oszczędności w Rzeszowie

## Projekty dla innych miejscowości
- Fontanna na stoisku firmy Franz na Wystawie Budowlanej we Lwowie w 1892 przy współpracy rzeźbiarza Edmunda Pliszewskiego[5].
- Willa Józefy Franz we Lwowie przy ulicy 29 Listopada (obecnie Konowalca)(inne języki) 47 (1892-1893) przy współpracy rzeźbiarza Edmunda Pliszewskiego[5]. Projekt był demonstrowany na Wystawie Budowlanej (1892)[6].
- Pawilony Galicyjskiej Wystawy Krajowej (1894) we Lwowie: Kaczyńskiego i Wolińskiego, pawilon miasta Wieliczki, oranżeria, „Kawiarnia Arabska” i tzw. Akwarium[7].
- Budynek mieszkalny przy ul. Skarbkowskiej (obecnie Łesi Ukrainki) 15 we Lwowie (1894)[8].
- Budynek Kasy Oszczędnościowo-Kredytowej w Rzeszowie u zbiegu ulic 3 Maja, Lubomirskich i Zamkowej.
- Budynek Kasy Oszczędności w Jaśle z 1897 (wysadzony w 1944)[9]

## Literatura
- Jan Peroś: Wielki Kraków a międzynarodowy kongres w Wiedniu, 1910
- Przegląd wschodni. — T. 7. — № 28. — S. 1270
- Starzyk H. Sądeccy architekci — Jan Peroś i Zenon Remi // Miasto. Tygodnik nowosądecki. — 2010. — nr 191. — S. 6